# Knežina (Słowenia)
Knežina – wieś w Słowenii, w gminie Črnomelj. W 2018 roku liczyła 23 mieszkańców.